# Предић
Предић је српско презиме. Може се односити на следеће особе:
- Урош Предић (1857-1953), сликар
- Урош Предић (1973), фудбалер у пензији